# الدیا سان‌فرانسیسکو
الدیا سان فرانسیسکو (به اسپانیایی: Aldea San Francisco) یک منطقهٔ مسکونی در آرژانتین است که در ایالت انتره ریوز واقع شده‌است.